# Super Bug
Super Bug est une série télévisée allemande en douze épisodes, créée par Rudolf Zehetgruber. En France, la série a été diffusée à partir du 12 avril 1980 sur Antenne 2.

## Synopsis
Cette série met en scène les aventures de deux cascadeurs, Jimmy Bondi et Aldo Regozzani, et de leur Coccinelle jaune truffée de gadgets en tous genres.

## Distribution
- Rudolf Zehetgruber (VF : Jacques Balutin) : Jimmy Bondi
- Sal Borgese (VF : Gérard Hernandez) : Aldo Regozzani
- Carl Möhner (VF : Michel Gudin) : Ivan Leskovich
- Ruth Jecklin (VF : Jane Val) : Gloria Bingermeier

## Épisodes
1. Le Vol de la recette (Titre original inconnu)
2. La Lettre (Titre original inconnu)
3. Les Vieux Tacots (Titre original inconnu)
4. Méfiez-vous de votre associé (Titre original inconnu)
5. Jimmy, Super Bug et les faux monnayeurs (Titre original inconnu)
6. La Bataille finale (Titre original inconnu)
7. Jeux de mains (Titre original inconnu)
8. Ah ! Les femmes (Titre original inconnu)
9. Le Train (Titre original inconnu)
10. Le Pari (Titre original inconnu)
11. La Course (Titre original inconnu)
12. Le Grand Prix (Titre original inconnu)

## Origine de la série
Cette série a été fabriquée pour le marché français, à partir de séquences extraites des films allemands suivants : 
- Une Coccinelle en Safari (Ein Käfer geht aufs Ganze, 1971)[1]
- Superbug, Super Agent (Ein Käfer gibt Vollgas, 1972)[2].
- Ein Käfer auf Extratour (1973).
- La Coccinelle en Folie (Das Verrückteste Auto der Welt, 1975)[3].
- Zwei tolle Käfer räumen auf (1978).

## Produits dérivés

### Bande dessinée
La série a été adaptée sous forme de bande dessinée dans la Collection Télé Junior. L'album broché avec couverture souple plastifiée contient 48 planches scénarisées par Danielle Strozecki et dessinées par Roland Gremet. Il est paru au troisième trimestre de l'année 1980. Six histoires de 8 planches sont ainsi présentes:
- Super Bug

- Super Bug ... et la selection !

- Un mal de chien !

- Super Bug fait son cinéma !

- Super Bug ... mise en train !

- Super Bug ... au pas de course !